# Tuștea
Tuștea – wieś w Rumunii, w okręgu Hunedoara, w gminie General Berthelot. W 2011 roku liczyła 261 mieszkańców.